# Motor AB Reversator

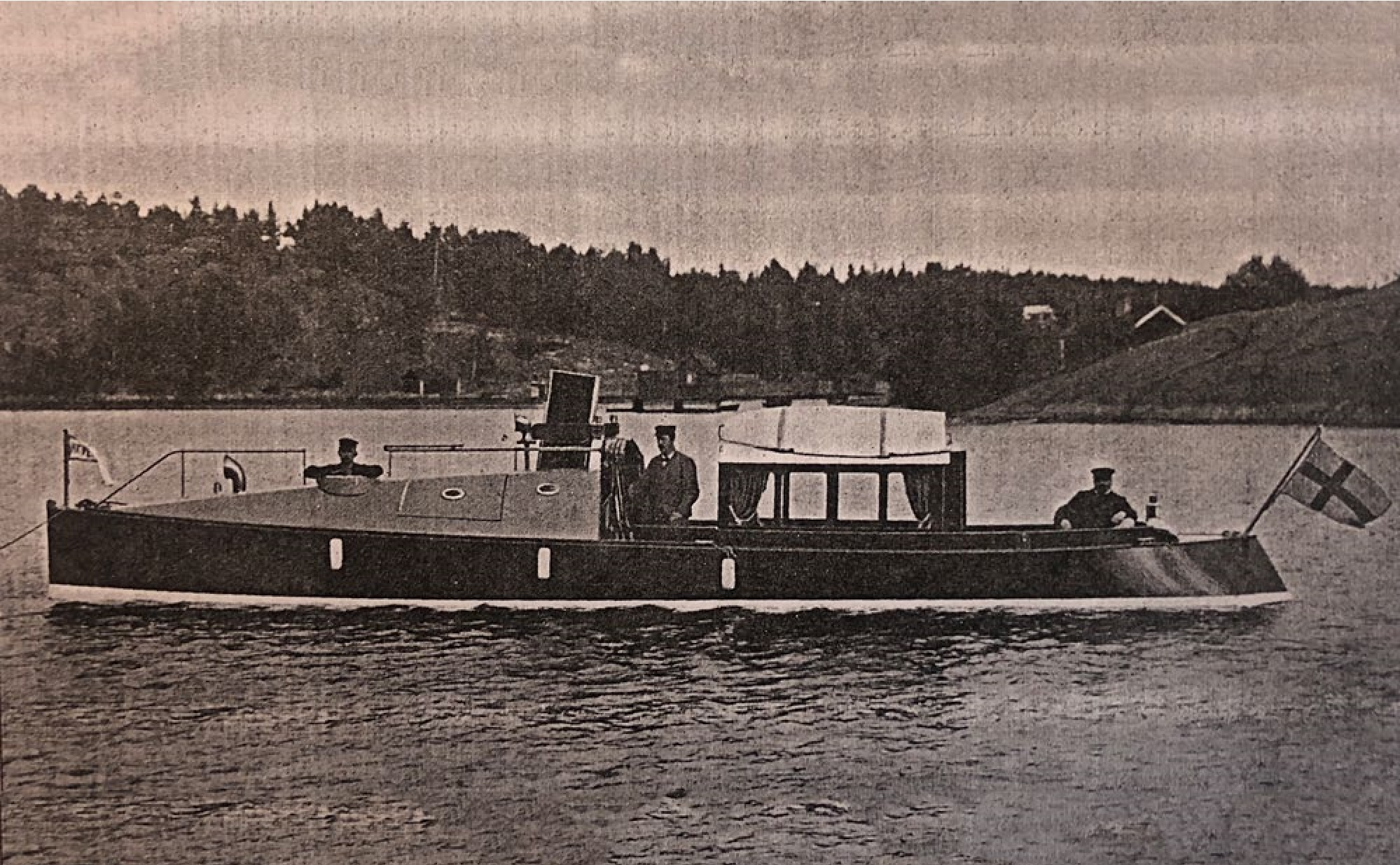
M/Y Belsebub, 1906

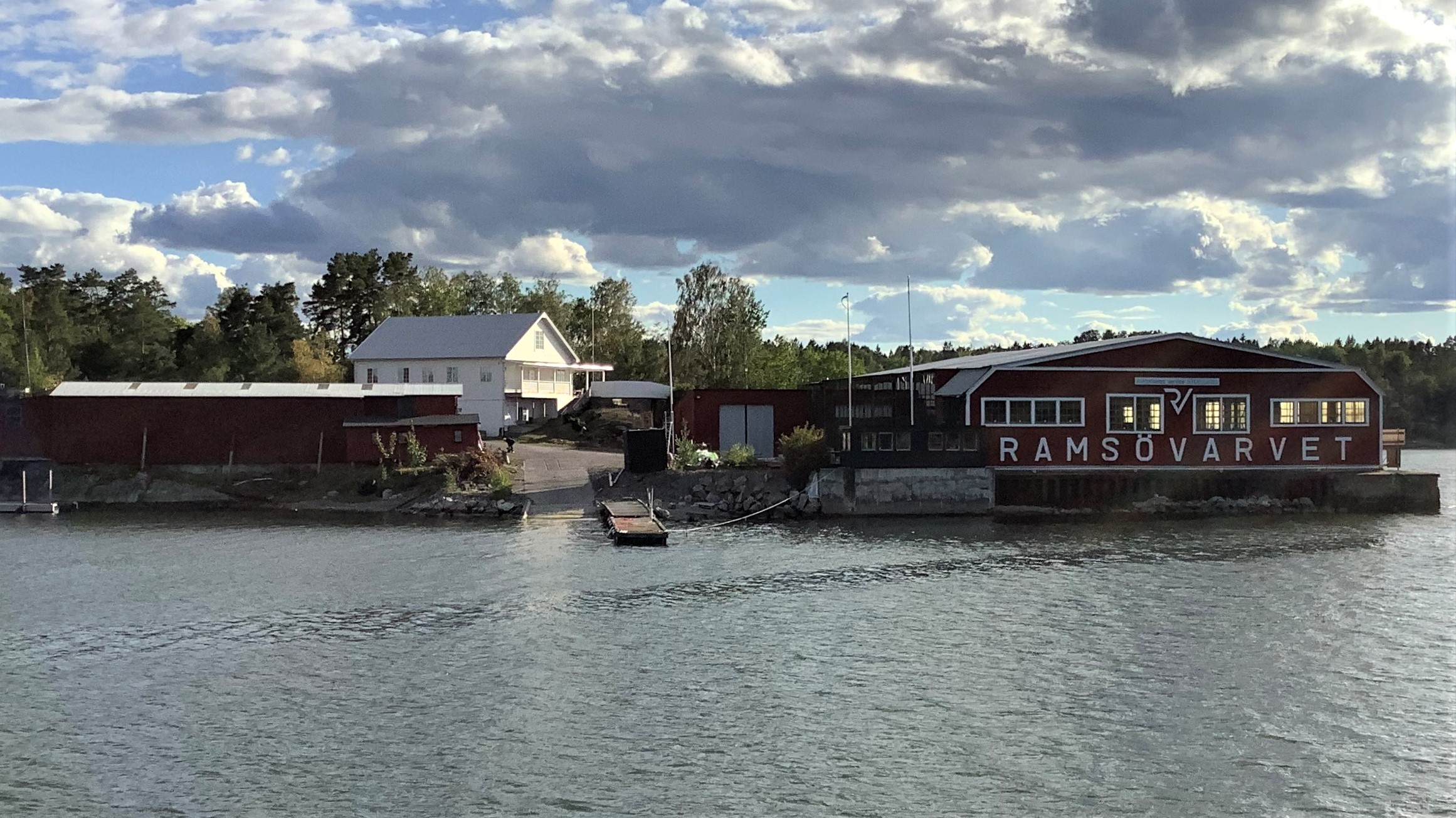
Ramsövarvet

Motor AB Reversator var ett verkstads- och varvsföretag på Ramsö i Vaxholms kommun. Det grundades omkring 1902 och etablerades på Ramsö 1905. Det var verksamt till 1911. Notorverkstaden låg på Kungsholmen i Stockholm.
Motor AB Reversator grundades som Svenska Motor- och Naf-fabriken. Detta företag hade konstruerat en båtmotor, som kunde köra baklänges vid backning genom ett system för styrning av ventiler och tändning. 
Bröderna Robert och Carl Gustaf Pettersson hade 1902 startat ett mindre varv på den närbelägna Båtudden, vilket såldes till Reversator 1905. C.G. Pettersson var konstruktör på varvet något år, men övergick sedan till AB Gustaf Ericssons Automobilfabrik i Stockholm, som hade ambitioner att också bli båttillverkare. På Reversators varv byggdes fram till företagets nedläggande ett trettiotal petterssonbåtar, bland annat Vikingen 1904, som var den första konstruktionen av C G Pettersson. En annan petterssonbåt var M/Y Belsebub, som byggdes 1906 och var Sveriges första snabbgående (privata) pendelbåt. Den var tolv meter lång och hade en fyrcylindrig Reversatormotor på 40 hk. Hon uppnådde 15 knop.
Reversators varv var det första svenska varv, som serietillverkade båtar. 
En varvsrörelse har levt vidare på samma plats, numera under namnet Ramsövarvet.

## Båtar tillverkade på Reversators varv i urval
- Vikingen, 1904
- M/Y Nordstjernan, 1905
- Plurr 1905
- M/Y Tirfing 1905
- M/Y Sexan, 1906
- M/Y Belsebub, 1906
- M/Y Salome för Josef Sachs 1906–1907